# Kalle Anka – mitt liv i ett äggskal
Kalle Anka – mitt liv i ett äggskal (originalets titel: Buon compleanno, Paperino), är en serie om Kalle Ankas födelse och uppväxt skapad av Marco Rota. I Sverige är serien utgiven i ett album av Serieförlaget 1986.

## Serien
Serien tecknar en helt annan historia än till exempel Don Rosa gör i sina historier som Farbror Joakims Liv. I Rotas version hittas Kalle - direkt nyfödd ur ett ägg - av syskonen (Farbror) Joakim och  Elvira (Farmor Anka) på en väg en sen kväll. Det är här som Farmor Anka döper den lilla ankungen till "Karl Magnus". 
I serien finns ett flertal referenser i både text och bild till klassiska kortfilmer såväl som serier av både Al Taliaferro och Carl Barks.
- Historiekod: I HBP 1-1

## Albumet
Kalle Anka - mitt liv i ett äggskal (ISBN 91-7912-005-9) är ett antologialbum utgivet av Serieförlaget 1986, med serien ovan som huvudserie i översättning av Stefan Diös. Albumet inkluderar även två avsnitt från 1960-talet om Kalles barndom och ungdom, författade av Vic Lockman och tecknade av Tony Strobl.

### Innehållsförteckning
- "Kalle Anka - Fantasi och fakta" - Artikel av Stefan Diös.
- "Kalle Anka - mitt liv i ett äggskal" - Manus och teckning av Marco Rota, kod: I HBP 1-1
- "Sånt är livet, Kalle Anka:  Kapitel 1 - Tidig barndom" - Manus: Vic Lockman, teckning: Tony Strobl, tuschning: Steve Steere, kod: W OS 1109-02
- "Sånt är livet, Kalle Anka: Kapitel 3 - Tonårstalangen" - Manus: Vic Lockman, teckning: Tony Strobl, tuschning: Steve Steere, kod: W OS 1109-02